# Кашика за обућу
Кашика за обућу је предмет, односно алат који омогућава лакше обување обуће. Најчешће се прави од пластике, метала и дрвета, а оцењује се да је прва справа ове намене коришћена у средњем веку. Назив потиче од израза за кашику за ручавање (од тур. kaşık), због сличног изгледа ова два предмета.

## Опште одлике
Кашика за обућу првенствено олакшава обување ципела. То се догађа тако што она шири отвор за стопало, док уз то обезбеђује глатку површину низ коју пета без проблема склизне у обућу. Додатна предност ове алатке јесте и то што она спречава гужвање руба отвора за стопало, те, делујући као полуга, смањује оштећење нането обувањем. Тако ципеле изгледају новије и имају мање видљивих огреботина.
Испрва, кашике за обућу прављене су од животињских рогова или копита. Стога се у неким језицима, енглеском на пример, овај алат назива рогом за ципеле (енгл. shoehorn). Међутим, такве кашике за обућу биле су скупе и недоступне, па се данас махом производе најчешће оне од пластике (најјефтиније), металних легура (скупље) или дрвета (најскупље). Екслузивније варијанте праве се од слоноваче, сребра, оклопа корњаче, шкољкине љуске или кости, па чак и од стакла или папира.
Овај алат прави се у разним величинама и облицима, док најчешћи изглед подразумева спљоштено и благо савијено тело по вертикалној линији. Део за који се кашика држи ужи је од дела који се убацује у ципелу и има рупу која умогућава качење о зид.
Како је кашика присутна у продавницама обуће, а све у циљу да омогући муштеријама безболно испробавање артикала, рупа на делу за држање има улогу у спречавању крађе или губитка овог предмета најчешће малих димензија. Наиме, кроз њу се провуче канап који се веже у чвор са једне, а за зид или столицу за испробавање са друге стране.
Главна разлика између варијанти кашика за обућу јесте дужина дршке. То, између осталог, зависи и од обуће за коју су намењене. Краће кашике користе се за патике, ципеле и остале моделе са плитким дном, док се дуже користе за дубоке чизме. У другом случају дугачке кашике олакшавају обување особама које нису у могућности да се сагну, док оне направљене од тврђег материјала служе као помоћ при обувању мартинки, чврстих кожних или гумених ципела и чизама. Металне кашике за обућу најчешће су металик сиве боје, док се пластичне и дрвене могу наћи у разним нијансама жуте, зелене, плаве, црвене и осталих боја.

## Историја
Историја кашика за обућу почиње слично као и у случају других за данашње људе свакодневних предмета — у средњем веку. Енглеска историчарка уметности Џоана Еванс у својим истраживањима успела је наићи на запис из петнаестог века који говори о справи званој шуинг хорн (енгл. schoying horne), што на средњовековном енглеском значи рог за ципеле, назив који се одржао и у савременом добу. Француској речи за овај алат, шос-пје (фр. chausse-pied), није могла ући у траг у текстовима пре друге половине шеснаестог века, што би могло значити да је овај предмет био својствен енглеској популацији.
Историјска је чињеница да је Елизабета I Тјудор, краљица Енглеске и Ирске, од свог обућара Гарета Џонсона (Garrett Johnson) откупила тачно осамнаест кашика за ципеле у периоду између 1563. и 1566. године. Наредне, 1567. године, од ковача Гилберта Полсона (Gilbert Polson) и Ричарда Џефрија (Richard Jeffrey) наручила је још четири комада, овога пута од чистог челика. Наредна наруџбина овакве врсте послата је тек 1586, што је и последња до краљичине смрти 24. марта 1603. Због бројности наручених кашика, претпоставља се да оне нису биле намењене искључиво њој, већ свим дворјанима.
Међу познате кашике за обућу спадају оне Роберта Мајндума (енгл. Robert Mindum), направљене у периоду од 1593. и 1613. године. Процењује се да их је произвео бар двадесет. Све су потписане и датиране, са посебним натписом исписаним у потпуности великим словима. Примери таквих инскрипција јесу имена купаца, на пример JANE HIS WIFE (Џејн његова жена), док је један карактеристичан — THIS IS AMBRES BVCKELLS SHOING HORNE MADE BY ROBERT MINDVM ANNO DOMINI 1598 (ово је кашика Амберса Бакелса коју је направио Роберт Мајндум лета господњег 1598).
Сваки комад има и друге угравиране украсе, хералдичке медаљоне, геометријске облике и цвеће. Сличног су облика као и данашње кашике. Најдужа има око 28 центиметара. Неке имају рупу за качење, док је у потпуности откривен идентитет само једног купца. Могуће је да су и поклањане, јер је Мајндуму прављење овог алата био хоби. Сличан дрвени примерак чува се у Британском музеју. Историја оваквих алата ван Енглеске, а поготову ван Европе остаје веома слабо изучена.